# Легенда стародавніх гір
«Легенда стародавніх гір» — радянський художній фільм 1988 року, знятий режисером Язгельди Сеїдовим на кіностудії «Туркменфільм».

## Сюжет
Мисливська драма, мелодрама. За мотивами повісті Худайберди Дурдиєва «Сильніше за скелі».

## У ролях
- Язмурад Бекієв — Меред
- Ата Довлетов — Нурягди, дідусь Мереда
- Сапар Одаєв — Нунна-ага
- Гульнара Чокубаєва — Дойдук, мати Мереда
- Курбан Кельджаєв — Карахан
- Айсалтан Бердиєва — стара
- Антоніна Рустамова — Дурсун
- С. Кулієва — Ане
- Берди Аширов — роль другого плану
- Б. Яйлімов — роль другого плану
- Б. Джепбаров — роль другого плану

## Знімальна група
- Режисер — Язгельди Сеїдов
- Сценаристи — Язгельди Сеїдов, Владислав Федосєєв
- Оператор — Микола Жилін
- Композитор — Данатар Хідіров
- Художник — Геннадій Артиков